# التمرد في جنوب اليمن
التمرد في جنوب اليمن مصطلح يستخدم من قبل الحكومة اليمنية لوصف الاحتجاجات والهجمات على قوات الحكومة في جنوب اليمن، المستمرة منذ 27 أبريل 2009. تلقي الحكومة باللوم على عناصر الحركة الانفصالية الجنوبية وتتهمهم بالقيام بأعمال العنف، على الرغم من وجود قادة في الحركة تحافظ على الأساليب السلمية لمطلبها في تحقيق الاستقلال. ويأتي هذا التحرير وسط قتال عنيف مع الحوثيين المتمردين في شمال البلاد. يشارك العديد من قادة حرب 1994 الاهلية في اليمن الجنوبيين في حركة الانفصال الحالية. تنشط حركة تحرير جنوب اليمن في المحافظات السابقة لليمن الجنوبي، وأيضاً في محافظة الضالع.

## خلفية
في عام 1990، اتحد اليمن الشمالي واليمن الجنوبي في دولة واحدة، ولكن في عام 1994، شنت وحدات من الجيش اليمني في الجنوب تمردا مسلحا ضد ما يعتبرونه فسادًا من الدولة المحسوبة التي تدار من الشمال اليمني وضد دكتاتورية علي عبد الله صالح. غير أن التمرد فشل نتيجة لقيام صالح بنشر عناصر من السلفية والمجاهدون للقتال ضد القوات الجنوبية التي دعمها الحزب الاشتراكي اليمني ، ادى ذلك لطرد معظم قادتها من البلاد ، بما في ذلك الرئيس السابق للجنوب علي سالم البيض .
منذ الحرب الأهلية عام 1994 اشتكى العديد من الجنوبيين الظلم ضدهم وتسريحهم من أعمالهم ووضائفهم العسكرية وانتشار الفساد وتزوير الانتخابات وعدم تنفيذ اتفاقية الوحدة التي اتفق عليها الطرفان في عام 1990 والذي استغلت لصالح حزب المؤتمر الشعبي العام الحاكم الذي تزعمه علي عبد الله صالح رئيس البلاد حينها ، وكانت هذه الاتهام هي نفسها التي أدت في النهاية إلى الحرب الأهلية عام 1994.
بعد الحرب الأهلية عام 1994، احيل مئات الآلاف من الموظفين العسكريين والمدنيين في الجنوب إلى التقاعد المبكر، مع تعويضات لا تكفي للعيش ، بالرغم من وجود الفقر في جميع أنحاء اليمن ، شعر الكثيرون في الجنوب ان الحكومة تصرف الجنوبيين عمداً من المناصب الهامة وتوفيرها للمسؤولين من الشمال.
تجمعت الكثير من الحركات لتكوين الحراك الجنوبي منها حركة الجبهة الوطنية للمعارضة الجنوبية و ملتقى أبناء المحافظات الجنوبية والشرقية و التجمع الديمقراطي الجنوبي و غيرها و التي كانت بمثل الحاضن الذي تبلور فيما بعد بجمعيات المتقاعدين والعاطلين عن العمل والتي توسعت شعبياً لتكون ما يُسمى بالحراك الجنوبي.
في مايو 2007 ، بدأ المتقاعدين الذين لم يحصلوا على رواتبهم منذ سنوات لتنظيم مظاهرات صغيرة تدعو إلى المساواة في الحقوق ووضع حد للتهميش الاقتصادي والسياسي في الجنوب. ونمت شعبية الاحتجاجات وتزايد حضور الناس ، ووضعت مطالب الاحتجاجات إلى الانفصال الكامل من اليمن .
كان رد الحكومة على هذه الاحتجاجات بالرفض واصفة إياهم بالمرتدين ومارست العديد من الاعتقالات والقمع لتلك المظاهرات وسقط العديد من القتلى برصاص قوات الأمن ووجهت للمتظاهرين تهمة الدعوة للانفصال منذ البداية وهو ما زاد من احتقان الشارع في الجنوب وإزدادت عدد المظاهرات وإزداد معها سقوط القتلي وعمليات الاعتقال بحق قيادات ناشطة في الجمعيات المكونة للحراك الجنوبي.
في العام 2009، أعلن القيادي الإسلامي الجنوبي البارز طارق الفضلي، الذي كان حارب مع المجاهدين في أفغانستان أثناء الحرب السوفياتية في أفغانستان، أعلن عن نهاية تحالفه مع الرئيس صالح والانضمام إلى الحراك الجنوبي في جنوب اليمن، وهو ما أعطى دفعة جديدة إلى الحراك الجنوبي. حيث أصبح الفضلي أحد شخصياته البارزة. في نفس السنة أيضًا، بدأت تظاهرات حاشدة في معظم المدن الكبرى.
يرى العديد من اليمنيين في ثورة الشباب اليمنية ضد حكومة علي عبد الله صالح انه يسعى لتطوير تحالف مع الحراك الجنوبي ، لمحاولة إجهاض ثورة الشباب .

## المسلحين
تقف ورا هذا التمرد حركة سياسية تسمى الحراك الجنوبي ، بقيادة زعماء اليمن الجنوبي في المنفى والشخصيات المعارضة . تدعو هذه المجموعة إلى مظاهرات سلمية ومع ذلك تحولت إحتجاجاتهم مؤخراً في الغالب إلى أعمال شغب مع بعض المقاتلين المسلحين. وقد يكون أحيانا التمرد يربط من قبل الحكومة اليمنية إلى جماعات إسلامية ، بما في ذلك القادة العسكريين السابقين والقبائل اليمنية الجنوبية. جنوب اليمن هي موطن لعدة حركات جهادية بعضها تابعة لتنظيم القاعدة ، وأبرزها مجموعة تسمى جماعة أنصار الشريعة ، وقد كان ناصر الوحيشي زعيم تنظيم القاعدة في جزيرة العرب أعرب عن تأييده للحركة الانفصالية الجنوبية .
ولكن قادة الحركة سارعت إلى نفي $1أي صلة مع تنظيم القاعدة. الكثيرين يعتقدون أن حكومة صالح تستخدم تنظيم القاعدة كوسيلة لكسب الدعم الدولي ضد حركات التمرد في الشمال والجنوب. كرد فعل على هذه الاتهامات ، نشر طارق الفضلي شريط فيديو على موقع يوتيوب من مقره وفيه العلم الأمريكي مع النشيد الوطني أكثر من مره لمحاولة إبعاد نفسه عن شبهة تنظيم القاعدة .
و هناك العديد من القادة داخل الحركة، بما في ذلك حسن أحمد باعوم الذي يرأس المجلس الأعلى للحركة . ألقي القبض عليه من قبل السلطات اليمنية وأفرج عنه في وقت لاحق .

## الخط الزمني

### تمرد 2009 - 2010
- 28 أبريل 2009 قتل جندي واصيب 14 شخصا بجروح عندما هاجم متشددين انفصاليين نقطة تفتيش في المكلا .[19]
- 3 مايو ، قتل رجل واحد وجرح 4 في انفجار قنبلة القى بها انفصاليون.[20]
- 4 مايو 2009 ، قتل جندي في هجوم شنه مسلحون انفصاليون على قاعدة عسكرية في الجنوب .[21]
- 8 يونيو 2009 ، قتل 2 وجرح و4 أثناء احتجاجات في الجنوب ، وبذلك يبلغ إجمالي الضحايا إلى 11 جندي قتيل و11 آخرين.[22][23]
- 25 يوليو 2009 ، قتل و4 1 وجدوا جرح المتظاهرين واشتباك مع الشرطة في الضالع.[24]
- 28 يوليو 2009 ، وقتل 4 جنود يمنيين ومسلحين يهاجمون نقطة تفتيش حكومية في الجنوب. قيل أنصار طارق الفضلي، وهو زعيم إسلامي الذي دعا إلى احتجاجات ردا عن وفاة 16 شخصا في تجمع حاشد الانفصالية، كانوا مسؤولين [24]
- 25 أكتوبر 2009 ، نصب مسلحون كمينا لسيارة تقل على جثة جندي قتل في صعدة، وكمين يقتل 2 ويجرح 3 جنود.[25]
- 1 نوفمبر 2009 ، المتمردين المسلحين بمهاجمة مقر الأمن في السلك محافظة أبين، مما أسفر عن مقتل جندي وخطف 1 نائب محافظ أبين، عادل حمود صبري.[26]
- 25 نوفمبر 2009 ، اندلعت اشتباكات بين قوات الأمن اليمنية والمتظاهرين خمسة أشخاص، بما في ذلك 2 الجنود القتلى والجرحى 10 شخصا.[27]
- 10 يناير 2010 أطلقت جنوب اليمنيين إلى اضراب عام واحتجاجات واسعة ضد ما وصفوه القمع على يد نظام علي عبد الله صالح.[28]
- 24 يناير 2010 ، في محافظة شبوة الجنوبية، في اليمن، قتل ثلاثة من أفراد قوات الأمن في اليمن بعد هجوم على نقطة تفتيش.[29]
- 25 يناير 2010 ، خلال أعمال الشغب، قتل شرطي وجرح 11 شرطيا وأطفال المدارس 3.[30]
- 27 يناير 2010 ، تبادل لاطلاق النار الانفصاليين بالرصاص شرطيا في مدينة الغيظة.[31]
- 1 فبراير - 24 فبراير، والاعتقالات حملة الحكومة 130 الانفصاليين في جنوب اليمن.[32]
- 2 فبراير ، قتل مسلح مجهول اليمني المعارض والحزب الاشتراكي اليمني عضو سعيد أحمد عبد الله بن داود في أبين.[33]
- 13 فبراير 2010 ، أعمال شغب في حي مدينة الحوطة، غادر محافظة لحج قتيل و7 جرحى. وفقا لحوطة عمار علي مدير الأمن: "منعت العناصر الانفصالية الطرق، فتحوا النار بشكل عشوائي وألقوا قنبلة يدوية على دورية أمنية مما أسفر عن مقتل مواطن وإصابة آخرين بجروح."[34]
- 17 فبراير 2010 ، أعلن طارق الفضلي أن تبدأ في 20 فبراير، المرحلة التالية من الانتفاضة اليمنية الجنوبية ستبدأ مع الاحتجاجات الجماهيرية والمدنية حملة العصيان.[35] كان الرجل الذي توفي متظاهر وتم القبض على المتظاهرين أيضا 5. لكن في اشتباكات منفصلة قتل الانفصاليين المسلحين جندي واصابة ثلاثة في محافظة شبوة.[36]
- 20 فبراير 2010 ، قتل الانفصاليين مدير وحدة التحقيقات الجنائية وأحد حراسه في كمين نصب لقافلة الحكومة، وأصيب ثلاثة أشخاص آخرين. في اشتباكات اندلعت حادث منفصل بين قوات الأمن ومسلحين في حي الضالع.[37]
- 22 فبراير 2010 ، فارس Dhama، وألقت القبض على الناشط اليمني الجنوبية وقتل من قبل الحكومة اليمنية.[38]
- 23 فبراير 2010 ، وقتل جندي من الانفصاليين المسلحين في محافظة الضالع [39]
- 26 فبراير 2010 ، وقتل جندي في كمين في محافظة ابين.[40]
- 27 فبراير 2010 ، اليمن يعلن حالة الطوارئ في جنوب اليمن. هذا القرار في أعقاب زيادة في الهجمات ضد الجنود.[41]
- 1 مارس 2010 ، قتل الناشط في الحراك متهمين بأن لهم صلات مع تنظيم القاعدة، وزوجته وابنه وابنته واثنين من رجال الشرطة في هجوم مسلح ضد منزله. أصيب رجال الشرطة الأخرى.[42] في المرة الثانية قتل أكثر من 19 شخصا في تفجير في مدينة تعز.[43]
- 11 مارس 2010 ، وقتل اثنين من المسلحين وأصيب 10 آخرون في اشتباكات مع الشرطة. كما أصيب 6 من رجال الشرطة.[44]
- 1 أبريل 2010 ، أسفرت مشادة بين السجناء من حركة الانفصالية لاستقلال جنوب اليمن وحراس في انفجار ويتم طرح ما يصل إلى أربعين سجينا الهروب في الضالع. تم الإبلاغ عن إصابة أربعة.[45]
- 15 أبريل 2010 ، أصيب اثنين من المسلحين خلال أعمال شغب بعد مظاهرة في مدينة الضالع.[46]
- 4 يونيو 2010 ، قتل عقيد يمني واثنين من حراسه في هجوم.[47]
- 20 يونيو 2010 ، قتل اثنان من ضباط في كمين في محافظة الضالع.[48]
- 23 يونيو 2010 ، قتل ثلاثة جنود في معارك في محافظة الضالع.[49]
- 24 يونيو 2010 ، قتل ثلاثة جنود ومدني، وأصيب ثمانية اخرون في اشتباكات في محافظة الضالع.[50]
- 25 يونيو 2010 ، قتل الحراك الجنوبي الانفصالي على أيدي قوات الأمن في عدن بعد تبادل لاطلاق النار اندلع خلال احتجاجات مناهضة للحكومة.[51]
- 7 يوليو 2010 ، توفي اثنان من المتظاهرين وأصيب أربعة عندما حاولت الشرطة تفريق احتجاج مناهض للحكومة في عدن.[52]
- 27 يوليو 2010 ، نصبوا كمينا لدورية أمنية الانفصاليين في لحج، مما أسفر عن مقتل أربعة جنود وإصابة تسعة آخرين بجروح.[50]
- 5 سبتمبر 2010 ، وقتل شخصان واصيب سبعة اخرون اليوم الأحد في اشتباكات بين قوات الامن ومتشددين في محافظة لحج في جنوب اليمن.[53]
- 17 ديسمبر 2010 ، قتل أربعة جنود يمنيين اشتباكات وضابط في الجيش بعد الجنود قتلوا بالرصاص عضوا الحراك الجنوبي، عباس Tanbaj، في الحبيلين في محافظة لحج. وذكرت ثمانية أشخاص بجروح إضافية، بما في ذلك خمسة جنود، اثنان من المسلحين، ومدني واحد.[50]
- 8 يناير 2011 ، هاجم متشددون نقطة تفتيش الحراك الجنوبي في مدينة ملاح في محافظة لحج منطقة. في الماضي قتل جنديان وأصيب آخر في الهجوم.[54]
- 10 يناير 2011 ، قتل في محافظة لحج اشتباكات على الجنود الماضيين.[55]
- 12 يناير 2011 ، القتال بين الانفصاليين الجنوبيين والجنود في محافظة لحج أربعة جنود يمنيين وجرح عشرة آخرين.[56]
- 13 يناير 2011 ، تظاهر أنصار الحراك الجنوبي في المكلا في محافظة حضرموت تطالب بالإفراج عن النشطاء المعتقلين. وقتل أحد المتشددين وجرح اثنين آخرين.[57]
- 16 يناير 2011 ، قتل امرأة واحدة وكان سبعة مدنيين في woundedd الحبيلين في محافظة لحج خلال القتال. وذكرت أن الجيش واصيب أربعة من جنوده خلال الاشتباكات.[50]

### خلال الثورة اليمنية
- 24 فبراير 2011، قتل ما لا يقل عن أحد المدنيين خلال احتجاج الحراك الجنوبي في مدينة لودر في محافظة أبين.[58]
- 24 مارس 2011، في شبوة حركة جنوب اليمن هاجمت ونهبت معسكرات الأمن المركزي، السيطرة على Nessab، آل سعيد، والمناطق ميفعة حبان في المدينة.[59]
- 4 أبريل 2011، اقتحم الانفصاليين الجنوبيين الحواجز العسكرية في محافظة لحج الجنوبية. غادر اشتباكات جنديا قتيلا واصابة خمسة جنود.[60]
- 20 أبريل 2011,هاجم مسلحون قوات الأمن خلال مظاهرة في مدينة خور مكسر في محافظة عدن في، أسفر عن مقتل جندي واصابة ما لا يقل عن أربعة أشخاص آخرين. بعض الشهود تفيد بأن تم ربط المسلحين على الحراك الجنوبي .[50]
- 10 أبريل 2011 يشتبه مسلحين الحراك الجنوبي هاجموا نقطة تفتيش عسكرية خارج الحبيلين في محافظة لحج آل. وقتل ما لا يقل عن خمسة جنود وثلاثة متمردين.[61]
- 16 يونيو 2011, مسلحا على صلة مع الحراك الجنوبي أطلقوا النار وقتلوا اثنين من الجنود اليمنيين في محافظة لحج.[62]
- 24 يونيو 2011, قتل ما لا يقل عن ثلاثة جنود وأحد المارة في هجوم قام به مقاتلون في جنوب اليمن المنصورة.[50]
- 24 يونيو 2011, قتل الزعيم الجنوبي الانفصالي الشهير جياب السعدي عندما فتحت قوات الأمن النار على جنازة في عدن.[63]
- قتل مسلحا من الحراك الجنوبي في هجوم على موقع للجيش في عدن. وأصيب ستة آخرون، بينهم ثلاثة جنود في الاشتباك.[64]
- 9 يوليو 2011 , اتهمت جنوب اليمن حركة كمين ضد دورية أمنية مما أسفر عن مقتل ضابط في الجيش اليمني وقوات اثنين. كما أصيب اثنين من المدنيين في الهجوم.[65]
- 23 أغسطس 2011, اعتقل رجال القبائل المسلحين بدعم من حركة جنوب اليمن في سجن لحج. وكانت قوات الحكومة غير قادرة على مواجهة كثافة النيران واستسلم. وأطلق سراح أكثر من 20 سجينا.[66]

### بعد الثورة 2012
رفض الحراك الجنوبي، مثل الحوثيين مبادرة دول مجلس التعاون الخليجي التي توسطت بين المؤتمر الشعبي العام وحزب الإصلاح وقاطعت الانتخابات الرئاسية في 21 فبراير 2012 واتفق الطرفان على أن يكون عبد ربه منصور هادي المرشح الوحيد.

### أحداث 2013
شهدت مداخل مدينة عدن عصر الأربعاء 20 فبراير 2013 مصادمات أسفرت عن إصابة أحد أعضاء الحراك عندما قامت قوات الأمن بمنع مسلحين من الحراك من دخول المدينة للحيلولة دون حدوث مصادمات مع الجنوبيين الوحدويين في حشود الخميس. وكانت منظمة العفو الدولية قد طالبت السلطات بعدم استخدام العنف مع المحتجين وبوضع حداً للقمع العنيف لحرية التجمع الذي تمارسه قوات الأمن بشكل اعتيادي .
في اليوم الثاني الخميس 21 فبراير 2013 بمدينة عدن نظم مواطنون جنوبيون متمسكون بالوحدة مظاهرات شارك فيها مئات الآلاف بمناسبة الذكرى السنوية الأولى للإطاحة بالرئيس السابق علي عبد الله صالح  ، في تلك الأثناء حاول مسلحين يعتقد بانتمائهم للحراك المطالبين بالإنفصال إقتحام ساحة الإحتشاد إلا أن قوت الأمن منعتهم من ذلك ، وذكرت وكالة فرانس برس على لسان متحدث باسم الحراك فتحي بن لزرق ان ثلاثة ناشطين قتلوا برصاص الشرطة أثناء محاولة مجموعة من الحراك التقدم إلى ساحة العروض حيث يتجمع الآلاف من انصار الوحدة للتظاهرة بمناسبة الذكرى الاولى لانتخاب عبدربه منصور هادي رئيسا توافقيا لليمن.
وأوردت بي بي سي إصابة العشرات من الطرفين بالإضافة إلى تهشيم خمسة عشرة سيارة تابعة للمشاركين في المظاهرة المؤيدة للوحدة،  واعتقل الأمن ستة من الحراك وصادرت عددا من الاسلحة كانت في حوزتهم أثناء مهاجمتهم للفعالية .
فيما صرحت منظمة العفو الدولية بأن قوات الأمن قامت بإطلاق النار على المحتجين مؤيدي الانفصال، مما نتج عنه وفاة أربعة أشخاص وإصابة العشرات. ووصفت ذلك بأنها بقعة سوداء جديدة لطخت سجل الحكومة السيء في حقوق الإنسان وبأنها أعمال تتعارض مع المعايير الدولية لحقوق الإنسان  ويقول مؤيدي الحراك أن قوات الأمن أفرغت ساحة الإعتصام من المؤيدين للإنفصال ليحتفل فيها مؤيدي الوحدة يقول مؤيدي الحراك أن منظمها هو حزبالإصلاح المشارك في حكومة الوفاق الوطني.
وذكرت وكالة بي بي سي ان قوات الأمن اتهمت مسلحين بالتخطيط مع قيادات في حزب المؤتمر الشعبي العام فيعدن ومنهم عبد الكريم شايف وياسر اليماني لإفشال ما سمي بـ"مليونية الثورة "، وتوزيع أسلحة على بعض الشبان وتحريضهم على مهاجمة حشود الوحدويين الجنوبيين في ساحة العروض ، لكن قيادات في الحراك نفت تلك الاتهامات واعتبرتها "محاولة لتشويه" صورة الحركة .
وفي مساء الأربعاء 20 فبراير في مدينة المكلا بمحافظة حضرموت ذكرت مصادر طبية لبي بي سيأن خمسة من الباعة المتجولين المنتمين لمحافظات شمالية أصيبوا بجراح بعد أن هاجمتهم مجموعة من الحراك نعتتهم بألفاظ وصفت بالعنصرية، مما أدى إلى مصادمات بين الطرفين.
فيما قام ناشطون حراكيون في 23 فبراير بمهاجمة وإحراق مقرات تابعة لحزب الإصلاحوقام آخرون بإحراق 13 محل تجاري يملكها مواطنون يمنيون من المحافظات الشمالية في منطقة غيل باوزير ومدينة المكلا في محافظة حضرموت ودعت فصائل في الحراك لعصيان مدني في مدن الجنوب ولاقى استجابة جزيئة فيما طاردت قوات الأمن مجموعة من نشطاء الحراك بعد محاولاتهم إغلاق بعض المدارس والشوارع بالقوة . ، وذكر شهود عيان لوكالة فرانس برس أن ناشطين فيسيئون ثاني كبرى مدن حضرموت في جنوب شرق البلاد، اضرموا النار في أحد التجار الشماليين في محاولة منهم لفرض "العصيان المدني"، ما اسفر عن اصابة التاجر بحروق خطيرة.
وفي منتصف ليل 24 فبراير وصل الرئيس هادي إلى مدينة عدن  وذكر مصدر أمني لوكالة فرانس برس أن الزيارة للإطلاع عن كثب عما يدور في عدن بعد تسجيل اعمال عنف تبناها خصوصا التيار المتشدد في الحراك الجنوبي بقيادةعلي سالم البيض نائب الرئيس اليمني السابق المقيم في المنفى.
وفي 2 مارس أثناء تواجد الرئيس هادي في عدت ذكرت وكالة رويترز أن قوات الأمن قتلت ناشطا بالرصاص واصابت أربعة آخرين على الأقل في حي المنصورة أثناء اشتباكات مع انفصاليين اغلقوا الطرق وطالبوا بالإفراج عن نشطاء احتجزوا خلال اشتباكات 21 فبراير  وأكد مسؤول أمني لرويترز إصابة البعض برصاص قوات الأمن التي تصدت للهجوم عليها أثناء محاولتها فتح الطرق ولكنه قال أنه لا علم له بسقوط قتلى 